# Specijacija
Specijacija je evolucijski proces kojim nastaju nove biološke vrste. Čini se da je biolog Orator F. Cook prvi skovao termin 'specijacija' za razdvajanje loza ili "kladogenezu" nasuprot "anagenezi" ili "filetičkoj evoluciji" koja se zbiva unutar loza. O tome da li je genski drift manji ili veći doprinositelj u specijaciji još se raspravlja.
Postoje četiri geografska moda specijacije u prirodi, ovisno o opsegu izolacije jedne specijacijske populacije od druge: alopatrijska, peripatrijska, parapatrijska i simpatrijska. Specijacija može također biti inducirana umjetno, putem stočarstva, poljoprivrede ili laboratorijskih eksperimenata. Brza simpatrička specijacija može se odvijati i genskim putem - kroz poliploidiju, kao u primjeru  udvostručenja broja kromosoma. Rezultat takvog događaja je potomstvo koje se odmah reproduktivno izolira od roditeljske populacije. Nove vrste također se mogu stvoriti hibridizacijom, praćenom reproduktivnom izolacijom, ako je hibrid favoriziran od prirodne selekcije.

## Vrste geografski inducirane specijacije
Populacija je skup jedinki iste vrste koje žive na određenom prostoru i pareći se međusobno izmjenjuju svoj genetički materijal. U prirodnim populacijama dolazi do panmiksije ili slučajnog parenja što znači da svaki član populacije ima jednaku šansu da se pari s bilo kojim drugim članom populacije suprotnoga spola. Da bi došlo do specijacije, nužno je postojanje reproduktivne izolacije između populacije i dijela populacije ili se populacija mora fizički podijeliti na dvije ili više populacija na način da panmiksija postane nemoguća.

### Alopatrijska
Alopatrijska specijacija (od starogrčkog allos, "drugo" + patrā, "domovina") uslijed prostorne izolacije, pojačane geografskom ili ekološkom barijerom, djeluje tako da dvije prvotno vrlo slične populacije postaju genetski izolirane i smatra se primarnim načinom postanka vrsta.
Tijekom alopatrijske  specijacije, populacija se dijeli na dvije geografski izolirane populacije (na primjer, fragmentacijom staništa zbog geografske promjene kao što je formiranje planina). Izolirane populacije tada prolaze kroz genotipsku ili fenotipsku divergenciju jer a) postaju podvrgnute različitim selektivnim pritiscima, b) neovisno prolaze kroz genski drift i c) u dvijema populacijama se događaju različite mutacije. Kada populacije ponovno dođu u kontakt, one su evoluirale tako da su reproduktivno izolirane i više nisu sposobne za razmjenu gena.
U geografskoj izolaciji proces se odvija tako da se početna populacija širi od sredine svojega prebivališta u susjedna područja. U početku se genetska izmjena nastavlja između svih dijelova populacije. Postupno se male populacije počinju fragmentirati i ustaljivati u najpogodnijim prebivalištima, pa jedne od drugih postaju odijeljene ekološki nepovoljnim područjima. Nakon određenog vremena izolacije započinje fragmentacija u još manje populacije ili demove. Dijeljenje početne populacije u homogene serije dema poznato je kao ponašanje svih živućih organizama. Svaki dem zadržava isti genski sastav kakav je imala populacija predaka, ali su ekološke barijere genetskoj izmjeni između demova temelj genetske divergencije između njih. Svaki izolirani dem biva od početka modificiran silama mikroevolucije. Nakon nekog vremena demovi se počnu međusobno razlikovati, iako još uvijek ostaju otvoreni genetskoj izmjeni, a kako vrijeme prolazi dolazi do nastanka novih vrsta.
Ovakav tip specijacije često dolazi do izražaja među susjednim otocima. Otočna genetika pojam je povezan s tendencijom malih, izoliranih genskih zaliha da proizvedu neobična svojstva. Primjeri uključuju otočni dvarfizam (patuljastost) kao i postojanje radikalnih razlika u svojstvima inače bliskih organizama duž otočnih lanaca, primjerice na otočju Komodo.
Otočje Galápagos posebno je poznato utjecaju koje je imalo na Charlesa Darwina. Tijekom pet tjedana provedenih tamo Darwin je čuo da se galapaške kornjače mogu identificirati po otocima s kojih dolaze i primijetio je da se zebe razlikuju od jednog otoka do drugog. Tek devet mjeseci kasnije shvatio je da takve činjenice mogu pokazati da su vrste promjenjive. Kad se vratio u Englesku, njegova su se nagađanja o evoluciji produbila nakon što su ga stručnjaci obavijestili da se radi o zasebnim vrstama, a ne samo o varijantama i što je bilo za Darwina ključno, da su sve različite ptice s Galapagosa koje je vidio bile vrste zeba. Iako su zebe bile manje važne za Darwina, novija istraživanja su pokazala da su ptice sada poznate kao Darwinove zebe klasičan slučaj adaptivnog evolucijskog zračenja.

### Peripatrijska
U peripatrijskoj specijaciji, podformi alopatrijske specijacije, nove vrste nastaju u izoliranim, manjim, perifernim populacijama koje nisu u mogućnosti razmjenjivati gene s glavnom populacijom. Budući da peripatrijska specijacija nalikuje alopatrijskoj specijaciji po tome što su populacije izolirane i spriječene u razmjeni gena, često ih može biti teško razlikovati. Ipak, primarna karakteristika peripatrijske specijacije je ta da je jedna od populacija mnogo manja od druge. Pojmovi peripatrični i peripatrijski često se koriste u biogeografiji, a odnose se na organizme čiji su rasponi životnog prostora blisko susjedni, ali se ne preklapaju, budući da su odvojeni tamo gdje se ti organizmi ne pojavljuju — na primjer na oceanskom otoku u usporedbi s kopnom. Takvi organizmi obično su blisko povezani (predstavljaju tkzv. sestrinske vrste), budući da je njihova distribucija rezultat peripatrijske specijacije.
Peripatrijska specijacija je često povezana s konceptom efekta osnivača (eng. founder effect), jer male populacije često prolaze kroz populacijska uska grla (eng. population bottleneck). Često se smatra da genetski drift igra značajnu ulogu u peripatrijskoj specijaciji.

### Parapatrijska
U parapatrijskoj specijaciji postoji samo djelomično geografsko odvajanje životnog prostora dviju različitih populacija. Jedinke iz jedne populacije mogu s vremena na vrijeme doći u kontakt s jedinkama druge populacije prelaskom iz jednog staništa u drugo, ali smanjena sposobnost preživljavanja jedinki u novom prostoru dovodi do prirodnog favoriziranja ponašanja ili mehanizama koji sprječavaju njihovo križanje s domicilnom populacijom. Parapatrijska specijacija je modelirana na prostorno kontinuiranoj varijaciji jedinki unutar "jednog", povezanog staništa i djeluje kao primarni izvor prirodne selekcije umjesto učinka izolacije staništa koji dominira u peripatrijskoj i alopatrijskoj specijaciji.
Parapatrijska specijacija može biti povezana s diferencijalnom selekcijom ovisnom o okolišu. Čak i ako postoji neometan protok gena između dvije populacije, jaka diferencijalna selekcija varijacija, ovisno o okolišu u kojem pojedine varijacije dominatno obitavaju, može spriječiti asimilaciju pojednih varijacija u pojedinom okolišu i na kraju može dovesti do nastajanja različite vrste. Kod parapatrijske specijacije razlike u staništima su važnije u nastajanju reproduktivne izolacije od vremena izolacije. Primjerice, Kavkaski kameni gušteri Darevskia rudis, D. valentini i D. portschinskii međusobno se hibridiziraju u svojoj hibridnoj zoni. Međutim, hibridizacija je jača između D. portschinskii i D. rudis, koji su se odvojili ranije, ali koji žive u sličnim staništima, nego između D. valentini i dvije druge vrste, koje su se odvojile kasnije, ali žive u klimatski različitim staništima.

### Simpatrijska
Simpatrijska specijacija je evolucija nove vrste iz preživjele vrste predaka uz to da obje vrste nastavljaju nastanjivati isto zemljopisno područje. U evolucijskoj biologiji i biogeografiji, simpatrija i simpatrijski su termini koji se odnose na organizme čija se životna staništa preklapaju na način da se pojavljuju zajedno barem na nekim mjestima. Ako su ti organizmi blisko povezani (npr. sestrinske vrste), takva raspodjela može biti rezultat simpatrične specijacije. Etimološki, simpatrija je izvedena iz grčkih korijena συν ("zajedno") i πατρίς ("domovina").
Najpoznatiji primjer simpatrijske specijacije je onaj ciklida iz istočne Afrike koji nastanjuju jezera Rift Valley, posebno Viktorijino jezero, Malavijsko jezero i jezero Tanganjika. Postoji više od 800 opisanih vrsta ciklida, a prema procjenama u regiji bi moglo biti više od 1600 vrsta. Njihova evolucija se često navodi kao primjer i prirodne i spolne selekcije.

## Više informacija
- izumiranje
- problem vrste
- heteropatrija
- kronovrsta
- koinofilija
- asortativno sparivanje
- hipoteza dvorske lude
- specijacija (genetički algoritam)
- Bateson-Dobzhansky-Mullerov model
- spolno razmnožavanje
- ekološka specijacija

## Preporučena literatura
- Coyne, J. A. & Orr, H. A. 2004. Speciation. Sinauer Associates, Inc. Sunderlands, Massachusetts. ISBN 0-87893-089-2CS1 održavanje: više imena: authors list (link)
- Grant, V. 1981. Plant Speciation. 2nd Edit. izdanje. Columbia University Press. New York. ISBN 0-231-05113-1
- Mayr, E. (1963). Animal Species and Evolution. Harvard University Press. ISBN 0-674-03750-2
- Marko, P. B. 2008. Allopatry. Elsevier. Oxford. ISBN 978-0-444-52033-3
- White, M. J. D. 1978. Modes of Speciation. W. H. Freeman and Company. San Francisco, California. ISBN 0-7167-0284-3
- Dedicated issue of Philosophical Transactions B on Speciation in microorganisms is freely available.[neaktivna poveznica]

## Vanjske poveznice
- Observed Instances of Speciation s Talk.Origins Frequently Asked Questions
- Speciation i
- Evidence for Speciation s Understanding Evolution  Arhivirana inačica izvorne stranice od 20. veljače 2009. (Wayback Machine), University of California Museum of Paleontology
- Speciation  Arhivirana inačica izvorne stranice od 19. rujna 2013. (Wayback Machine) iz Anthropology Weblog Johna Hawksa